# Trofeo de la Galleta
El Trofeo de la Galleta es un trofeo amistoso de fútbol disputado en la localidad de Aguilar de Campoo, provincia de Palencia (España). Se trata de un evento deportivo organizado por el Consistorio de Aguilar de Campoo, que cuenta con el apoyo de la Diputación de Palencia y de las marcas comerciales de galletas que tienen sus fábricas en la zona. 
Los partidos se disputan en el estadio Alberto Fernández que debe su nombre al mítico ciclista cántabro con arraigo en  Aguilar de Campoo.

## Palmarés
| Año     | Edición       | Campeón                           | Resultado  | Subcampeón                                    |
| ------- | ------------- | --------------------------------- | ---------- | --------------------------------------------- |
| 1970    | I             | Palencia CF                       | 1-0        | Real Racing Club de Santander                 |
| 1971    | II            | Cultural Deportiva Leonesa        | 2-1        | Palencia CF                                   |
| 1972    | No disputado  | -                                 | -          | -                                             |
| 1973    | III           | Burgos CF                         | 1-0        | Barakaldo CF                                  |
| 1974    | IV            | Burgos CF                         | 4-1        | Palencia CF                                   |
| 1975    | V             | Cultural Deportiva Leonesa        | 2-1        | Real Valladolid                               |
| 1976    | VI            | Real Racing Club de Santander     | 2-1        | Burgos CF                                     |
| 1977-79 | No disputados | -                                 | -          | -                                             |
| 1980    | VII           | Burgos CF                         | 3-2        | Cultural Deportiva Leonesa                    |
| 1981    | VIII          | Real Racing Club de Santander     | 1-1 (pen)  | Burgos CF                                     |
| 1982    | IX            | Real Racing Club de Santander     | 2-1        | Barakaldo CF                                  |
| 1983    | X             | Barakaldo CF                      | 2-1        | SD indauchu                                   |
| 1984    | XI            | Real Burgos CF                    | 1-0        | Barakaldo CF                                  |
| 1985    | XII           | Real Burgos CF'                   | 1-0        | SD indauchu                                   |
| 1986    | XIII          | Real Burgos CF                    | 2-1        | Barakaldo CF                                  |
| 1987    | XIV           | Real Burgos CF                    | 4-2        | Barakaldo CF                                  |
| 1988-04 | No disputados | -                                 | -          | -                                             |
| 2005    | XV            | CD Aguilar                        | 3-0        | Barakaldo CF                                  |
| 2006-09 | No disputados | -                                 | -          | -                                             |
| 2010    | XVI           | CD Numancia de Soria              | 1-0        | Deportivo Alavés                              |
| 2011    | XVII          | RC Deportivo de La Coruña         | 0-0 1-0    | Rayo Vallecano                                |
| 2012    | XVIII         | Real Racing Club de Santander     | 2-1        | CD Guadalajara                                |
| 2013    | XIX           | Deportivo Alavés                  | 1-0        | Barakaldo CF                                  |
| 2014    | XX            | SD Eibar                          | 1-0        | Real Valladolid                               |
| 2015    | XXI           | Burgos CF                         | 2-0        | Deportivo Alavés                              |
| 2016    | XXII          | RC Celta de Vigo juvenil          | 7-1        | Athletic Club juvenil                         |
| 2017    | XXIII         | RC Deportivo de La Coruña juvenil | triangular | Real Valladolid juvenil Athletic Club juvenil |
| 2018    | XXIV          | Real Racing Club de Santander     | 2-1        | Cultural Deportiva Leonesa                    |
| 2019    | XXV           | Real Valladolid                   | 5-1        | Real Madrid CF                                |

## Campeones
| Equipo                            | Títulos | Ediciones                     |
| --------------------------------- | ------- | ----------------------------- |
| Real Racing Club de Santander     | 5       | 1976, 1981, 1982, 2012 y 2018 |
| Real Burgos CF                    | 4       | 1984, 1985, 1986 y 1987       |
| Burgos CF                         | 4       | 1973, 1974, 1980 y 2015       |
| Cultural Deportiva Leonesa        | 2       | 1971, 1975                    |
| Palencia CF                       | 1       | 1970                          |
| Barakaldo CF                      | 1       | 1983                          |
| CD Aguilar                        | 1       | 2005                          |
| CD Numancia de Soria              | 1       | 2010                          |
| RC Deportivo de La Coruña         | 1       | 2011                          |
| Deportivo Alavés                  | 1       | 2013                          |
| SD Eibar                          | 1       | 2014                          |
| RC Celta de Vigo juvenil          | 1       | 2016                          |
| RC Deportivo de La Coruña juvenil | 1       | 2017                          |
| Real Valladolid veteranos         | 1       | 2019                          |